# Exochus virus
Exochus virus är en stekelart som beskrevs av Ian D. Gauld och Sithole 2002. Exochus virus ingår i släktet Exochus och familjen brokparasitsteklar. Inga underarter finns listade i Catalogue of Life.